# Elektrošibka interakcija
Eléktrošíbka interákcija je fizikalna teorija, ki združuje opis dveh od štirih osnovnih sil v naravi, elektromagnetne ter šibke jedrske sile. Čeprav se sili pri nizkih energijah, s kakršnimi imamo običajno opravka, obnašata navidez močno drugače, ju teorija opisuje kot dva različna vidika iste »elektrošibke« sile in napoveduje, da se nad energijo, približno enako 10² GeV, združita v isto silo.

## Matematični opis
Matematično pomeni združitev umeritvene transformacije grup SU(2) × U(1). Ustrezni bozoni so foton za elektromagnetno interakcijo ter bozoni W in Z za šibko jedrsko silo. V standardnem modelu dobijo šibki umeritveni bozoni svojo maso zaradi spontanega zloma »elektrošibke simetrije« iz SU(2) × U(1)Y v U(1)em, ki jo povzroči Higgsov mehanizem. Indeksi označujejo, da gre dve različni kopiji grupe U(1); generator grupe U(1)em je podan z izrazom Q = Y/2 + I3, pri čemer je Y generator grupe U(1)Y (imenovan hipernaboj), I3 pa je eden od generatorjev grupe SU(2) (komponenta izospina). Razlika med elektromagnetno in šibko jedrsko silo nastane, ker obstaja netrivialna linearna kombinacija Y in I3, ki postane nič za Higgsov bozon (je lastno stanje tako Y kot I3, zato lahko za koeficiente vzamemo
−I3 and Y): U(1)em je definirana kot grupa, generirana s to linearno kombinacijo; ker ne interagira s Higgsovim bozonom, ne pride do zloma njene simetrije.

## Zgodovina
Teorijo elektrošibke interakcije med osnovnimi delci so v 60. letih 20. stoletja neodvisno razvili Sheldon Glashow, Abdus Salam in Steven Weinberg, ki so bili za svoj doprinos leta 1979 nagrajeni z Nobelovo nagrado.